# Anna Boberg
Pour les articles homonymes, voir Boberg.
Anna Katarina Boberg, née Scholander le 3 décembre 1864 à Stockholm, morte le 27 janvier 1935, est une artiste suédoise.

## Biographie
Mariée à l'architecte Ferdinand Boberg, Anna Scholander est la fille de l'architecte Fredrik Wilhelm Scholander. Elle est la sixième de sept enfants. Elle étudie le français et, durant une courte période, étudie la peinture à l'Académie Julian à Paris.
À Paris, elle rencontre Ferdinand Boberg, qui était là pour une visite de terrain. En 1888, ils se marient à Stockholm, où ils vécurent dans un premier temps dans la résidence Scholander, jusqu'à ce que leurs finances leur permettent d’habiter un appartement à Stockholm.
En 1905, Anna Boberg rencontre Margaret de Connaught (princesse héritière de Suède) qui était aussi peintre. Ainsi, on a pu voir Anna Boberg en compagnie de la princesse Margaret dans la région de Stockholm avec leurs chevalets.
Une grande œuvre d'Anna Boberg fut le paysage Lofoten inspirée par sa première visite aux îles Lofoten en 1901 et au cours des 33 années suivantes. Ses peintures furent également inspirées par les glaciers, l'océan et le soleil de minuit.
En 1925, le couple s'installe à Paris. En mars 1929, le couple retourne à Stockholm et vit dans la villa Tin Grand à Södermalm jusqu’à la mort d'Anna Boberg en 1935.

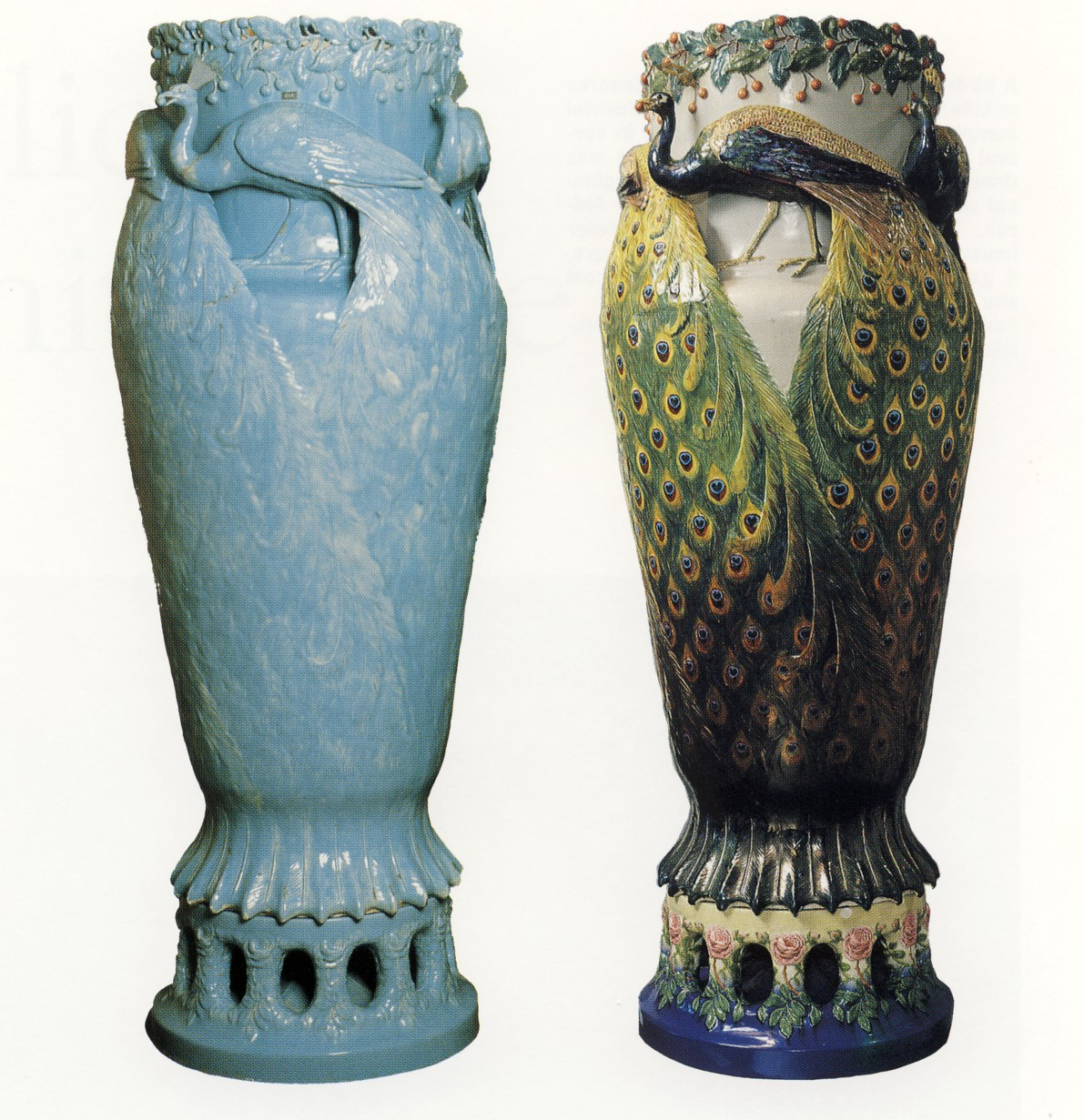
Vase Peacock d'Anna Boberg pour Rörstrand.

Anna Boberg est une artiste polyvalente. Elle a exécuté des peintures décoratives, y compris les salles à manger de grands hôtels. Elle a également conçu la céramique « Vase Peacock » pour Rörstrand en 1897. Elle a travaillé le verre et le tissu. Elle est l'auteur du texte de l'opéra Tirfing de Wilhelm Stenhammar, dont elle a été la scénographe.

## Expositions collectives
- Lumières du Nord, du 26 janvier au 25 mai 2025, Fondation Beyeler, Bâle, Suisse[3]